# Inhaltsangabe
Eine Inhaltsangabe oder Zusammenfassung ist eine Übersicht über den wesentlichen Inhalt eines Textes oder Filmes. Gebräuchliche Formen von Inhaltsangaben sind das Inhaltsverzeichnis, das Abstract und andere Formen dokumentarischer Referate. Auch die englische Bezeichnung Summary ist in wissenschaftlichen Arbeiten üblich. Die Inhaltsangabe ist in der DIN-Norm DIN 1426 genormt.
Die Inhaltsangabe ist als kohärenter Text (nicht in Spiegelstrich- oder Listenform) auch eine wichtige schulische Schreibform. Im Unterschied zu einer an Produktnormen orientierten Sichtweise (vgl. oben) ist das Wiedergeben von Inhalten in der Schule, besonders im Deutschunterricht, aber prozessorientiert und funktional zu sehen: Ähnlich wie in der Nacherzählung, jedoch mit anderen sprachlichen Mitteln und in knapperer Form, sind in der Inhaltsangabe Texte, die verstanden und besprochen werden sollen, zu „reformulieren“. Das setzt eine sowohl kognitive als auch sprachliche Leistung voraus, deren Eigenständigkeit gern unterschätzt wird: Die Inhaltsangabe gehört zu den anspruchsvollen Formaten schriftlicher Leistungsüberprüfung.
Im Gegensatz zu einem Resümee bzw. Fazit oder einem Review sollen Inhaltsangaben – in normativer Hinsicht – keine Interpretationen und Bewertungen enthalten. Im Gegensatz zu Nacherzählungen sollen Inhaltsangaben weiterhin auch keine Spannungsbögen enthalten. Außerdem darf keine wörtliche Rede vorhanden sein. Diesen Normvorgaben widerspricht eine Analyse von Inhaltsangaben aus didaktischer Perspektive, wie sie etwa Abraham vornimmt: Demnach sei eine Inhaltsangabe „nie ‚objektiv-neutral‘. Sie wertet immer“;:34 zudem enthalte sie schon immer „implizite Deutungsangebote“.:31
Inhaltsangaben werden in der Regel in der Gegenwart (Präsens, bei Vorzeitigkeit im Perfekt) abgefasst. Da Inhaltsangaben kürzer als der Originaltext sind, müssen sie zwangsläufig Teile des Inhalts auslassen. Sie können als Mittel der Sacherschließung dienen. Die Inhaltsangabe eines Buchs, einer Dissertation oder von Ähnlichem hat meist eine halbe bis eine Seite Umfang. Sie soll die wichtigsten Ergebnisse und verwendeten Methoden in allgemeiner (nicht zu spezieller) Fachsprache darstellen.
In der schulischen Inhaltsangabe wird dem eigentlichen Hauptteil ein Basissatz vorangestellt, der das Thema nennt; also nicht den eigentlichen Textinhalt, sondern das, worum es dem Autor geht. Nach dem Hauptteil folgt ein kurzer Schlussteil, ein Fazit, in dem anders als beim Hauptteil eine Wertung nicht nur erlaubt, sondern erwünscht ist.
Inhaltsangaben von Kinofilmen werden auch Synopsis genannt.